# Rosanna Schiaffino
Rosanna Schiaffino (Genova, Olasz Királyság, 1939. november 25. – Milánó, 2009. október 17.) olasz színésznő.

## Élete

### Színészi pályája
A liguriai Genovában született. Már az 1950-es évek közepétől részt vett szépségversenyeken, és tizenhat évesen elnyerte a Miss Liguria régiós szépségkirálynői címet. Fotómodellként kezdett dolgozni, de alig volt tizenhét éves, amikor megkapta első filmes szerepeit.
Filmszínésznői pályáját két, 1956-ban bemutatott filmben játszott szereppel indította. Aprócska szerepet kapott Camillo Mastrocinque rendező Toto hagyja vagy rádupláz (Totò lascia o raddoppia?) című vígjátékában, amelynek vezető szereplői Totò és Dorian Gray voltak. Rögtön ezután már főszerepet kapott Pietro Francisci rendező kosztümös, középkori kalandfilmjében, az Orlando e i Paladini di Francia-ban.
1958-ban újabb főszerepek következtek, Francesco Rosi 1958-as A kihívás (La sfida) c. bűnügyi drámájában, majd Aglauco Casadio Egy hektár ég (Un ettare di cielo), Marcello Mastroianni partnereként. Olasz és nemzetközi filmprodukciókban kapott főszerepeket.
William Dieterle 1959-es Il vendicatore című filmdrámájában, majd Mauro Bolognini Vagányok éjszakája (La notte brava) bűnügyi filmjében és igényes főszerepeket kapott. A sikeres szerepek ismert és népszerű mozisztárrá tették. 1960-ban Françoise Arnoul és Michel Piccoli oldalán játszotta a női főszerepet Michel Clément rendező Le bal des espions c. bűnügyi filmdrámájában. 1961-ben Jean Marais-val játszott André Hunebelle kosztümös történelmi kalandfilmjében, a Csoda a farkasokkalban. 1962-ben Vincente Minnelli Egy amerikai Rómában (Two weeks in another town) c. lélektani filmdrámájában Kirk Douglas, Edward G. Robinson és a vele egykorú ifjú George Hamilton mellett játszotta a végzet asszonyát. Ugyanabban az évben újabb főszerepet kapott Giorgio Capitani és Rudolf Jugert életrajzi filmjében, az Axel Munthe – Der Arzt von San Michele-ben, amely arról a svéd orvosról szól, aki Capri szigetén, Tiberius villájának helyén felépítette a ma ismert San Michele villát. 1963-ban akkori férje, Alfredo Bini producer betette Schiaffinót az Agymosás (Ro.Go.Pa.G.) című szkeccsfilm Roberto Rossellini által rendezett, „Szeplőtlenség” című fejezetébe.
Pályája kezdetén úgy tartották, Schiaffino lehet az „olasz Hedy Lamarr”, afféle „szexistennő” Gina Lollobrigida és Sophia Loren után. Az imázs felépítése azonban nem történt meg, az 1960-as évek elején Claudia Cardinale lett az új ikon.

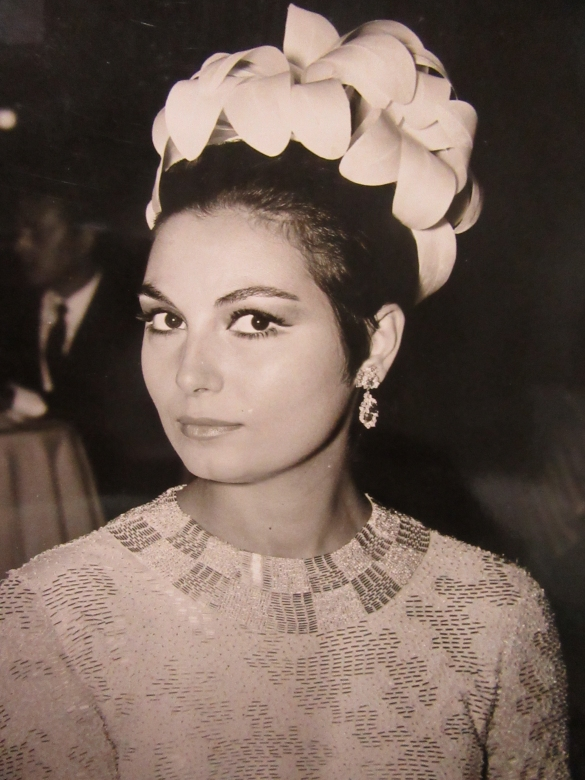
1965-ben

1965-ben Philippe Leroy és Romolo Valli mellett vitte a női főszerepet Alberto Lattuada rendező Mandragóra (La Mandragola) c. filmvígjátékában, mely Niccolò Machiavelli 16. századi, azonos című színpadi komédiája alapján készült. Lucrezia megformálásáért 1966-ban elnyerte a David di Donatello-díj különdíját (Targa d’Oro).
1966-67-ben férje, Alfredo Bini főszerepekhez segítette Schiaffinót két nagy nemzetközi produkciójában: az 1966-os El Greco romantikus életrajzi filmben, melyet Toledóban forgattak, Schiaffino a címszereplő Mel Ferrer mellett remekelt. A rendező, Luciano Salce azonban inkább a szatírikus vígjátékok mestere volt, a patetikus Greco-film gyengére sikerült. 1967-ben Terence Young rendező A kalandor című tragikus kalózdrámájában, Joseph Conrad regényadaptációjában, Schiaffino Anthony Quinn és Rita Hayworth között okoz szerelmi bajokat. Egyik film sem hozott kiemelkedő sikert.
Az 1960-as évek közepétől már csak középszerű filmekben kapott szerepeket, kosztümös történelmi filmekben, thrillerekben, spagettiwesternekben és filmkomédiákban szinte bármilyen szerepet eljátszott. Az 1970-es évek közepén visszavonult a filmezéstől.

### Magánélete

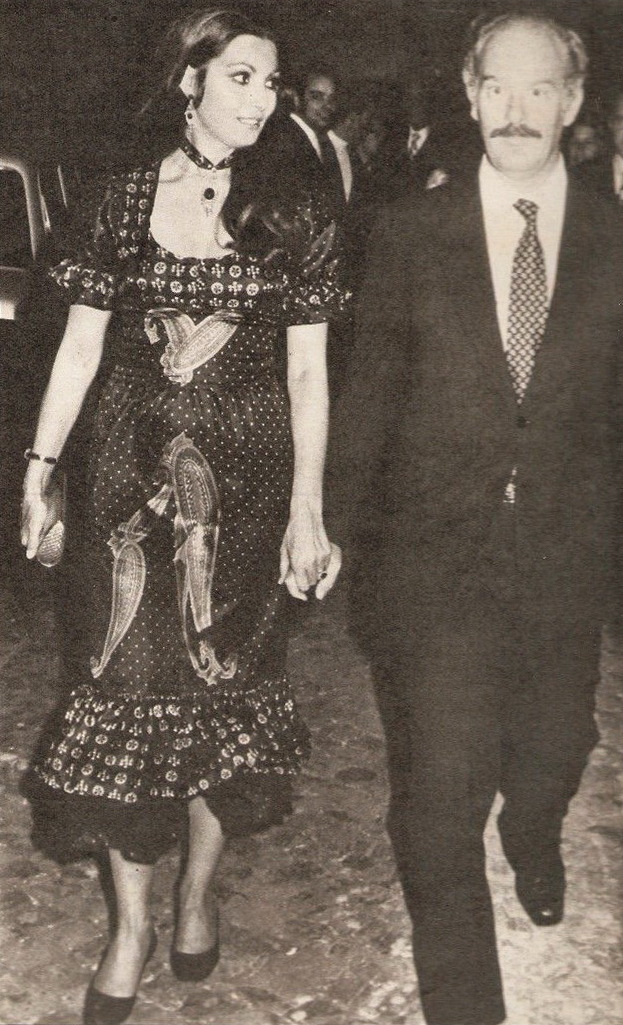
Első férjével, Alfredo Bini producerrel (1971)

Kétszer ment férjhez. Első házasságát 1963-ban, 24 évesen kötötte, Alfredo Bini (1926–2010) filmproducerrel. 1969-ben megszületett közös leányuk, Annabella. Férje révén csak középszerű szerepekhez jutott. 1976-ban kiszállt a filmezésből, a jet set tagjaként, gazdag társasági hölgyként élt. 1980-ban elvált Binitől.
1980 nyarán Portofinóban megismerkedett a frissen elvált Giorgio Falck (1938–2004) mérnökkel, vitorlásversenyzővel, nagyvállalkozóval, aki apjától megörökölte a lombardiai Falck acélipari cégbirodalmat. A playboy és a szép színésznő románcával megteltek a pletykalapok. 1982-ben összeházasodtak, 1981-ben megszületett Guido Nanni nevű fiuk.
1991-ben emlőrákot diagnosztizáltak szervezetében. Házassága fokozatosan megromlott, 2001-ben válásba torkollott. A házassági problémák, a hosszan elnyúló válóper, a gyermek felügyeleti jogáért és az asszonytartásért folyó jogi harcok éveken át táplálták a bulvársajtót. Csak 2004-re, röviddel Falck elhunyta előtt sikerült egyezségre jutniuk.
Schiaffino egészségi állapota 2008-ban jelentősen leromlott. 2009 októberében, 69 évesen rákbetegségben elhunyt.

## Főbb filmszerepei
- 1956: Toto hagyja vagy rádupláz (Totò lascia o raddoppia?); Colomba
- 1956: Orlando e i Paladini di Francia; Angelica / Angélique
- 1958: Egy hektár ég (Un ettaro di cielo); Marina
- 1958: A kihívás(wd) (La sfida); Assunta
- 1959: Il vendicatore; Mása
- 1959: Vagányok éjszakája (La notte brava); Rossana
- 1959: I. Ferdinánd, Nápoly királya (Ferdinando I° re di Napoli); Nannina Scognamiglio
- 1960: Le bal des espions; Flóra
- 1960: Teseo contro il minotauro; Phaidra / Ariadné
- 1961: L’onorata società; Rosaria, a feleség
- 1961: Csoda a farkasokkal (Le miracle des loups); Jeanne de Beauvais
- 1961: A szabin nők elrablása (Il ratto delle sabine); Vénusz
- 1962: La Fayette; De Simiane grófnő
- 1962: Egy amerikai Rómában (Two Weeks in Another Town); Barzelli
- 1962: Axel Munthe - Der Arzt von San Michele; Antonia
- 1963: Agymosás / RoGoPaG (Ro.Go.Pa.G.); Anna Maria
- 1963: The Victors; Maria
- 1963: La corruzione; Adriana
- 1964: A vikingek kincse (The Long Ships); Aminah
- 1965: Das Geheimnis der drei Dschunken; Carol Eden
- 1965: Mandragóra (La mandragola); Lucrezia
- 1966: El Greco; Jeronima de las Cuevas
- 1966: Ég veled, drágám! (Drop Dead Darling); Francesca di Rienzi
- 1967: A kalandor (L’avventuriero); Arlette
- 1969: Simón Bolívar; Consuelo Hernandez
- 1971: Trastevere, Caterina Peretti (Rama)
- 1973: A sors keze (Ettore lo fusto); Elena
- 1973: Enyém, tied, kié? (Gli eroi); Katrin
- 1975: Cagliostro, Lorenza Balsamo
- 1977: Don Giovanni in Sicilia, tévé-minisorozat, Ninetta

## További információ
- Rosanna Schiaffino a PORT.hu-n (magyarul)
- Rosanna Schiaffino az Internetes Szinkronadatbázisban (magyarul)
- Rosanna Schiaffino az Internet Movie Database-ben (angolul)
- Rosanna Schiaffino a Rotten Tomatoeson (angolul)
- Rosanna Schiaffino. Filmkatalógus.hu (magyarul)
- Rosanna Schiaffino az AlloCiné weboldalán (franciául)
- Rosanna Schiaffino Profile (angol / francia nyelven). famousfix.com. (Hozzáférés: 2023. január 18.)